# 李迥
李迥（750年—796年8月16日），唐朝皇子，是唐代宗李豫第七子，贞懿皇后独孤氏所生。
出生后就封延庆郡王。而根据《唐会要》的记载，在元年（即上元二年，761年）建丑月，李迥以“皇太子第三男”的身份，被祖父唐肃宗册为延庆郡王。和他一同受封的是他的次兄、唐代宗嫡子李邈。
因为母亲贞懿皇后的缘故，被父亲宠爱，在唐代宗刚刚即位的宝应元年（762年），李迥就改封韩王。大历十年（775年），与睦王李述、郴王李逾、忻王李造等皇子领节度使，李迥领汴、宋等节度观察处置等大使。贞元十二年（796年）七月初九，李迥去世，时年四十七。
有子安康郡王李谐，唐昭宗年间有嗣韩王李克良，即李迥后裔。

## 子女
- 长女，大历十三年（778年）出家[3]

## 延伸阅读
[在维基数据编辑]
 《舊唐書·卷116》，出自刘昫《舊唐書》